# Pegomya atriplicis
Pegomya atriplicis este o specie de muște din genul Pegomya, familia Anthomyiidae, descrisă de Goureau în anul 1851.
Este endemică în Franța. Conform Catalogue of Life specia Pegomya atriplicis nu are subspecii cunoscute.